# Urząd Golßener Land
Urząd Golßener Land (niem. Amt Golßener Land) - dawny urząd w Niemczech, leżący w kraju związkowym Brandenburgia, w powiecie Dahme-Spreewald. Siedziba urzędu znajdowała się w mieście Golßen.
W skład urzędu wchodziły cztery gminy:
1. Drahnsdorf
2. Golßen
3. Kasel-Golzig
4. Steinreich

1 stycznia 2013 urząd został połączony z urzędem Unterspreewald tworząc nowy urząd pod nazwą Unterspreewald.